# Haliotis kamtschatkana
Haliotis kamtschatkana е вид коремоного от семейство Haliotidae. Видът е застрашен от изчезване.

## Разпространение
Разпространен е в Канада (Британска Колумбия) и САЩ (Аляска, Вашингтон, Калифорния и Орегон).